# آرگناز مانوکیان
آرگناز گورگنی مانوکیان (ارمنی: Արեգնազ Գուրգենի Մանուկյան؛ زادهٔ ۳۰ مهٔ ۱۹۸۰) یک  سیاستمدار اهل ارمنستان است که از تاریخ ۲۰۲۱ تا تاریخ ۲۰۲۶ سمت نمایندگی دوره هشتم مجلس ملی جمهوری ارمنستان را برعهده داشت.

## زندگی‌نامه
در 	۳۰ مهٔ ۱۹۸۰ در ایروان به دنیا آمد و از دانشکده روزنامه‌نگاری دانشگاه دولتی ایروان فارغ‌التحصیل شد. 